# Шеври (Ен)
Шеври (фр. Chevry) насеље је и општина у источној Француској у региону Рона-Алпи, у департману Ен (Рона-Алпи) која припада префектури Же.
По подацима из 2011. године у општини је живело 1269 становника, а густина насељености је износила 217,29 становника/km². Општина се простире на површини од 5,84 km². Налази се на средњој надморској висини од 490 метара (максималној 580 m, а минималној 457 m).

## Демографија
| 1962. | 1968. | 1975. | 1982. | 1990. | 2011. |
| ----- | ----- | ----- | ----- | ----- | ----- |
| 313   | 346   | 574   | 637   | 733   | 1.269 |

График промене броја становника у току последњих година